# Манн, Михаэла
Михаэла Манн (англ. Michaela Susan Mann) — канадская актриса. Известна по роли Эстель Хоган в фильме Кэрри 2002 года.

## Биография
Родилась в декабре 1982 года в Ванкувере, Британская Колумбия, Канада. Карьеру актрисы начала в 2002 году.

## Фильмография
| Год  |   | Русское название               | Оригинальное название                 | Роль                        |
| ---- | - | ------------------------------ | ------------------------------------- | --------------------------- |
| 2002 | ф | Сердце Америки                 | Heart of America                      | "Слоу Уайт"                 |
| 2002 | ф | Кэрри                          | Carrie                                | Эстель Хоган                |
| 2005 | с | Бухта Данте                    | Dante's Cove                          | Крисси (1 сезон, 1-2 серии) |
| 2007 | ф | Белый шум 2: Сияние            | White Noise 2: The Light              | девушка в кафе              |
| 2007 | ф | Постал                         | Postal                                | Дженни                      |
| 2008 | ф | Одна неделя                    | One week                              | официантка                  |
| 2008 | ф | Ядовитый плющ: Тайное общество | Poison Ivy: The Secret Society        | Моника                      |
| 2009 | ф | Ярость                         | Rampage                               | официантка                  |
| 2010 | ф | Уважаемый мистер Гейси         | Dear Mr. Gacy                         | Отем                        |
| 2011 | ф | Во имя короля 2                | In the Name of the King 2: Two Worlds | молодая женщина             |
| 2013 | ф | Нападение на Уолл-Стрит        | Bailout: The Age of Greed             | Мира                        |